# Tuc des Arcoïls
El Tuc des Arcoïls és una muntanya de 2.287 metres que es troba al municipi de Naut Aran, a la comarca de la Vall d'Aran.